# Liste des interstates en Floride
Le réseau des autoroutes inter-États en Floride est entretenu par le Florida Department of Transportation (FDOT). Il y a quatre autoroutes principales et huit auxiliaires. Elles comptent 1497,58 miles (2410,12 km).

## Autoroutes principales
| Numéro | Longueur (mi) | Longueur (km) | Terminus sud / ouest             | Terminus nord / est               | Créée | Notes |
| ------ | ------------- | ------------- | -------------------------------- | --------------------------------- | ----- | ----- |
| I-4    | 132,30        | 212,91        | I-275 à Tampa                    | I-95 à Daytona Beach              | 1957  |       |
| I-10   | 362,26        | 583,00        | I-10 à la frontière de l'Alabama | I-95 à Jacksonville               | 1958  |       |
| I-75   | 470,68        | 757,48        | SR 826 à Hialeah                 | I-75 à la frontière de la Géorgie | 1958  |       |
| I-95   | 382,08        | 614,90        | US 1 à Miami                     | I-95 à la frontière de la Géorgie | 1957  |       |
|        |               |               |                                  |                                   |       |       |

## Autoroutes auxiliaires
| Numéro       | Longueur (mi) | Longueur (km) | Terminus sud / ouest                            | Terminus nord / est                  | Créée    | Notes |
| ------------ | ------------- | ------------- | ----------------------------------------------- | ------------------------------------ | -------- | ----- |
| I-110        | 6,34          | 10,21         | US 90 / US 98 à Pensacola                       | I-10 près de Pensacola               | 1969     |       |
| I-175        | 1,44          | 2,32          | I-275 à St. Petersburg                          | SR 687 à St. Petersburg              | 1980     |       |
| I-195        | 4,42          | 7,12          | I-95 / SR 112 à Miami                           | SR 907A / SR 112 à Miami Beach       | 1959     |       |
| I-275        | 60,70         | 97,68         | I-75 près de Palmetto                           | I-75 à Wesley Chapel                 | 1973     |       |
| I-295        | 60,86         | 97,95         | Ceinture autour de Jacksonville                 | Ceinture autour de Jacksonville      | 1967     |       |
| I-375        | 1,34          | 2,16          | I-275 à St. Petersburg                          | US 19 Alt. / SR 595 à St. Petersburg | 1979     |       |
| I-395        | 1,29          | 2,08          | I-95 à Miami                                    | SR A1A à Miami                       | 1971     |       |
| I-595        | 12,86         | 20,70         | I-75 au tripoint entre Weston, Sunrise et Davie | Eller Drive à Fort Lauderdale        | 1990     |       |
| I-795        | 7,50          | 12,10         | I-95 à Jacksonville                             | I-295 à Jacksonville                 | proposée |       |
| - Non-ouvert |               |               |                                                 |                                      |          |       |